# Zarumilla (tỉnh)
Tỉnh Zarumilla (tiếng Tây Ban Nha: Provincia de Zarumilla) là một tỉnh thuộc vùng Tumbes của Peru. Tỉnh Zarumilla có diện tích 734 km², dân số thời điểm theo điều tra dân số ngày 11 tháng 7 năm 1993 là 26754 người. Tỉnh lỵ đóng ở Zarumilla.